# Liste der Kulturdenkmale in Röttis

Lage des Ortsteils Röttis in Plauen

In der Liste der Kulturdenkmale in Röttis sind die Kulturdenkmale des Plauener Ortsteils Röttis verzeichnet, die bis September 2019 vom Landesamt für Denkmalpflege Sachsen erfasst wurden (ohne archäologische Kulturdenkmale). Die Anmerkungen sind zu beachten.
Diese Aufzählung ist eine Teilmenge der Liste der Kulturdenkmale in Plauen.

## Liste der Kulturdenkmale in Röttis
| Bild           | Bezeichnung                                | Lage                     | Datierung | Beschreibung | ID       |
| -------------- | ------------------------------------------ | ------------------------ | --------- | --- | -------- |
| Weitere Bilder | Elstertalbrücke                            | (Flurstück 173) (Karte)  | 1846-1851 | Eisenbahnbrücke über das Elstertal; zweitgrößte Ziegelsteinbrücke der Welt, westlicher Teil des landschaftsprägenden Viaduktes der Eisenbahnstrecke Leipzig–Hof (6362, 6377; sä. LH), gemeindeübergreifend mit Pöhl Gem. Jocketa (siehe Obj. 09232484), technikgeschichtlich, verkehrsgeschichtlich und eisenbahngeschichtlich herausragend von Bedeutung. Rote Klinker auf Granitquader, Beton und Naturstein, Ingenieure Robert Wilke und Karl Hermann Kell, 68 m hoch, 279 lang, 1945 zerstört, 1958–62 wieder hergestellt. | 09306888 |
| Weitere Bilder | Transformatorenhäuschen                    | (Flurstück 190a) (Karte) | 1910      | Singuläre Form, im Park, technikgeschichtlich von Bedeutung. Transformatoren- und Pumpenhäuschen, 1910 im Auftrag des Rittergutsbesitzers Arthur Herfurth durch den Maurermeister Ferdinand Kaiser und Karl Steudel erbaut. Harmonisch in den umgebenden Park eingefügter verputzter Ziegelbau mit Satteldach. Der ockerfarbene Putz mit Putzlisenen, die beiderseits angefügten niedrigeren Anbauten mit angeschleppten Dächern, davon der eine als offene Laube mit Holzstützen und Holzverblendung, der andere massiv mit Holzverblendung des Traufbereichs sowie die Holztür und die darüber befindliche Eisenluke bewirken ein harmonisches Erscheinungsbild dieses technischen Bauwerks. Es handelt sich dabei um kein serielles Bauwerk. Neben seinem Zeugniswert als frühes Beispiel der Elektrifizierung auf dem Lande dürfte dieses kleine Bauwerk auch ein Beleg für den Einfluss des Heimatschutzstils sein. Die im Gebäude befindliche Pumpe war 2007 noch in Betrieb. Der Denkmalwert des Transformatoren- und Pumpenhäuschens ergibt sich vorrangig aus seinem baugeschichtlichen und regionalgeschichtlichen Wert. | 09247711 |
| Weitere Bilder | Eisenbahnviadukt Röttis                    | (Flurstück 173) (Karte)  | 1848      | Die fünfjochige Steinbogenbrücke (Ziegelmauerwerk unverputzt) auf der Bahnstrecke Leipzig–Hof (6362, 6377, sä. LH) ist ein bauliches und technisches Zeugnis der frühen Eisenbahngeschichte und daher von exemplarischem Wert. Sie besteht aus drei großen Bögen und zwei Bogensegmenten, die Länge beträgt 76,5 m, die Breite 6,9 m, die Höhe über NN 370 m. Fahrbahn und Geländer erneuert. Unter Denkmalschutz steht die Brücke wegen ihres landschaftsprägenden und technikgeschichtlichen Werts. | 09247349 |
|                | Ehemaliges Wohnstallhaus eines Bauernhofes | Röttis 4 (Karte)         | Um 1800   | Das ehemalige Wohnstallhaus eines Bauernhofes in der alten Ortslage Röttis ist heute ein leicht verändertes Beispiel regionaltypischer Holzbauweise. Das Erdgeschoss wurde massiv gemauert. Das Obergeschoss ist ein regelmäßiges, mit Streben und gezapften Holzverbindungen ausgeführtes Fachwerk, das mittlerweile verbrettert wurde. Der Giebel ist zweiachsig ausgeführt. In dem Krüppelwalmdach mit Schieferdeckung sind auf der Hoftraufseite drei kleine Gauben mit Satteldächern eingebracht. Die Haustür und die Flurfenster sind im Original erhalten, wohingegen der Stallteil verändert wurde. Der Denkmalwert ergibt sich aus der baugeschichtlichen Relevanz. | 09247351 |
|                | Ehemaliges Wohnstallhaus eines Bauernhofes | Röttis 4b (Karte)        | Um 1800   | Leicht verändertes Beispiel regionaltypischer Holzbauweise, von baugeschichtlicher Relevanz. Erdgeschoss massiv, Stallteil verändert, Haustür und Flurfenster erhalten, Fachwerk-Obergeschoss (jetzt verbrettert) regelmäßig mit Streben, gezapfte Holzverbindungen. Krüppelwalmdach mit Schieferdeckung, drei (spätere) kleine Gauben mit Satteldächern an Hoftraufseite. Die anderen Gebäude des Hofes baulich verändert. In der offiziellen Denkmalliste irrtümlich als Röttis 5 geführt. | 09247350 |

## Tabellenlegende
- Bild: Bild des Kulturdenkmals, ggf. zusätzlich mit einem Link zu weiteren Fotos des Kulturdenkmals im Medienarchiv Wikimedia Commons. Wenn man auf das Kamerasymbol klickt, können Fotos zu Kulturdenkmalen aus dieser Liste hochgeladen werden:
- Bezeichnung: Denkmalgeschützte Objekte und ggf. Bauwerksname des Kulturdenkmals
- Lage: Straßenname und Hausnummer oder Flurstücknummer des Kulturdenkmals. Die Grundsortierung der Liste erfolgt nach dieser Adresse. Der Link (Karte) führt zu verschiedenen Kartendiensten mit der Position des Kulturdenkmals. Fehlt dieser Link, wurden die Koordinaten noch nicht eingetragen. Sind diese bekannt, können sie über ein Tool mit einer Kartenansicht einfach nachgetragen werden. In dieser Kartenansicht sind Kulturdenkmale ohne Koordinaten mit einem roten bzw. orangen Marker dargestellt und können durch Verschieben auf die richtige Position in der Karte mit Koordinaten versehen werden. Kulturdenkmale ohne Bild sind an einem blauen bzw. roten Marker erkennbar.
- Datierung: Baubeginn, Fertigstellung, Datum der Erstnennung oder grobe zeitliche Einordnung entsprechend des Eintrags in der sächsischen Denkmaldatenbank
- Beschreibung: Kurzcharakteristik des Kulturdenkmals entsprechend des Eintrags in der sächsischen Denkmaldatenbank, ggf. ergänzt durch die dort nur selten veröffentlichten Erfassungstexte oder zusätzliche Informationen
- ID: Vom Landesamt für Denkmalpflege Sachsen vergebene, das Kulturdenkmal eindeutig identifizierende Objekt-Nummer. Der Link führt zum PDF-Denkmaldokument des Landesamtes für Denkmalpflege Sachsen. Bei ehemaligen Kulturdenkmalen können die Objektnummern unbekannt sein und deshalb fehlen bzw. die Links von aus der Datenbank entfernten Objektnummern ins Leere führen. Ein ggf. vorhandenes Icon  führt zu den Angaben des Kulturdenkmals bei Wikidata.